# Tony Bettenhausen
Tony Bettenhausen (n. 12 septembrie 1916 – d. 12 mai 1961) a fost un pilot de curse auto american care a evoluat în Campionatul Mondial de Formula 1 între anii 1950 și 1960.
1. 1 2  Melvin Eugene Bettenhausen, Find a Grave, accesat în 9 octombrie 2017
2. ↑  Find a Grave